# Бадин, Густав
Адольф Людвиг Густав Фредрик Альберт Бадин (швед. Adolf Ludvig Gustav Fredrik Albert Badin, настоящее имя Couchi или Couschi, известен как Бадин; 1747 или 1750, Санта-Крус, Датская Вест-Индия — 16 марта 1822, Стокгольм, Швеция) — шведский политик, первоначально был рабом, затем — шведский придворный и мемуарист, дворецкий королевы Швеции Луизы Ульрики, а затем принцессы Софьи Альбертины Шведской.

## Биография
Бадин родился в Африке или на острове Санта-Крус (один из Виргинских островов, принадлежавший тогда Дании). Он сам утверждал, что единственное, что он мог вспомнить о своем прошлом, это — горящая хижина его родителей. Неизвестно, произошло ли это в Африке, или на Санта-Крус.
Бадин был куплен датским капитаном Экебергом (швед. Ekeberg) и доставлен в Европу, вероятно, на корабле Датской Вест-Индийской компании. Экеберг передал его шведскому государственному советнику Андерсу фон Райзеру, который, в свою очередь, в 1757 году передал его в качестве подарка королеве Швеции Луизе Ульрике Прусской. Считалось, что его первоначальное имя было Couschi, но стал широко известен как «Бадин», что по-французски означает «озорник» или «весельчак». Прозвище «Бадин» начало восприниматься современниками как его фамилия. Дата его рождения на самом деле неизвестна; 1747 год принят за неё по традиции (1750 год считается более правильным современными историками).
Луиза Ульрика, читавшая французских философов и переписывавшаяся с Вольтером, решила провести эксперимент по воспитанию туземца. Она интересовалась наукой и основала Академию наук, где, среди прочего, обсуждались вопросы происхождения человека и цивилизации, природа «дикарей», соотношение «благородного дикаря» и «естественного человека», а в Бадине она видела возможность проверить теории Руссо и Карла Линнея. Она крестила его 11 декабря 1768 года в часовне дворца Дроттнингхольм в присутствии почти всей королевской семьи (христианские имена он получил в честь детей королевы) и научила его читать и писать, но после этого ему было разрешено жить в полном соответствии с его собственной волей и суждениями. Он вырос приятелем детей королевской семьи, которые воспитывались в гораздо более жёстких рамках, чем он, и ему было позволено говорить с ними естественным образом и даже бороться с ними и дразнить их, что воспринималось окружающими как скандальный пример.
Канцлер граф Фредрик Спарре писал в 1763 году:

«Правило, которому должно было следовать в воспитании, гласило: позволить ему делать большую часть времени, что он хочет, по крайней мере никогда не делать ему выговор и не применять какое бы то ни было телесное наказание к нему… Его манеры и речь непристойны настолько, что вы смеётесь над ними, из-за чего он всё больше и больше считает, что они являются смешными».
Бадин изучил немецкий, французский, латинский языки и свободно говорил и читал на них. Портрет Бадина за шахматной партией создал придворный художник Густаф Лундберг. Он знал все тайные ходы внутри королевских замков и тайны его стен. Современные дневники описывают, что Бадин называл окружающих его аристократов просто «Вы» (вместо того, чтобы использовать их имена и титулы), обращался в грубой форме к дворянам и высмеивал религию.
Будучи взрослым, он являлся дворецким королевы, а после её смерти в 1782 году — принцессы Софьи Альбертины, её дочери.
Когда королева лежала на смертном одре в своей загородной резиденции, она послала Бадина в Стокгольм за личными документами. После её смерти Бадин передал их князю Фредерику Адольфу и принцессе Софии Альбертине, которые сожгли их. Молодой король Густав III пришёл в ярость. Они поссорились, король заявил: «Разве Вы не знаете, чёрный человек, что я могу заставить вас заплатить головой?». Тот ответил: «Моя голова находится во власти вашего величества, но я не мог действовать иначе». Отношения с представителями младшего поколения королевской семьи у Бадина были хорошие, несмотря на то, что он назвал по-дружески герцога Карла «Мистер Табак», а короля — «Негодяй». Он был близок к принцессе Софии Альбертине и написал стихотворение на её день рождения в 1764 году. Она даже пыталась удержать его при себе после 1787 года, когда она стала настоятельницей монастыря Кведлинбург.
Бадин иногда помогал придворному поэту Карлу Михаэлю Бельману сочинять стихи для особых случаев. Некоторые из них были опубликованы под именем поэта. Бадин участвовал в спектаклях французского театра в Bollhuset; он упомянут как танцор в балете в сезоне 1769—1770 годов и играл главную роль в пьесе «Дикий Арлекин» в сезоне 1770—1771 годов, в спектакле он был «дикарем», сталкивающимся с цивилизацией, также он играл в эротическом спектакле по пьесе Мариво. Бадин собрал обширную библиотеку, состоящую из 800—900 томов, в основном на французском языке. Она была продана в Стокгольме в год его смерти с печатным каталогом. Это делает его одним из первых книжных коллекционеров африканского происхождения.
Статус его был не вполне понятен даже современникам; он получил несколько должностей: камергер, секретарь двора, балетмейстер и «государственный чиновник»; сам Бадин никогда не использовал последнее название, которое король Густав III дал ему, и поговаривал с иронией: «Вы когда-нибудь видели чёрного чиновника?». Предпочитал сам называть себя фермером, так как он является владельцем двух ферм. Был видной фигурой среди шведских масонов.
Бадин служил последовательно трём шведским монархам: королю Густаву III, который был убит в 1792 году, Густаву IV (1792—1809) и Карлу XIII (1809—1818). Пользуясь значительным авторитетом и демонстрируя преданность шведской королевской семье, Бадин редко упоминался в документах того времени. Он умер в 1822 году в Стокгольме в возрасте 75 лет. Его останки захоронены на кладбище Святой Екатерины в Стокгольме.

## Личность и личная жизнь
Бадин был женат дважды, но умер бездетным. Ходили слухи, что он был отцом предполагаемой тайной дочери Софьи Альбертины, но они никогда не были подтверждены. Он женился на Елизавете Сварт (ум. 1798) в 1782 году и Магдалене-Элеоноре Норель (Norell) в 1799 году. Он был охарактеризован современниками как интеллектуал и надёжный человек, обладающий изрядной самоуверенностью. Хотя он был информирован о многих секретах королевской семьи и двора, тем не менее никогда не гордился их знанием и был лоялен к королевскому дому на протяжении всей своей жизни. Его дневники, написанные на французском языке, хранятся в библиотеке Университета Упсалы. В конце жизни он, как сообщается, пользовался финансовой поддержкой со стороны принцессы Софии Альбертины.

## Бадин в литературе
- Бадин — персонаж в романе «Morianen» Магнуса Якоба Крузенстольпе, созданном в 1838 году, где он описан как соучастник всех тайн и больших событий королевской семьи с 1772 года до 1809[2].